# Angelina Borić
Angelina Borić (Grk kod Šida, 1907.-?) je hrvatska psihologinja, defektologinja i pedagoginja. Bavila se i rehabilitacijom i socijalnom zaštitom djece.

## Životopis
U Zagrebu je 1934. diplomirala na Filozofskom fakultetu na pedagoško-psihološkoj skupini predmeta. Za vrijeme drugog svjetskog rata radila je u Srbiji u školama u Valjevu, Mladenovcu i Beogradu. Radila je 1948. u Stanici, t.j. Zavodu za fiziologiju rada. Bila je i u ministarstvu socijalne politike NR Hrvatske. Na Odsjeku je za defektologiju kao profesorica više škole od 1949. godine. Radila je na Pedagoškoj akademiji. Od 1962. radi u Zagrebu na Visokoj defektološkoj školi kojoj je suosnivačica te poslije dekanica. Predavala je specijalnu pedagogiju. Od 1971. do 1979. bila je direktoricom Centra za mentalnu retardaciju u Zagrebu. 

## Djela
- Mentalna nedovoljna razvijenost, 1960.
- Pedagogija, 2. izd. 1973.